# André Gruchet
André Gruchet, né le 17 avril 1933 à Épinay-sur-Seine et mort le 3 mai 2015 à Challans,, est un coureur cycliste sur piste français.

## Biographie
André Gruchet a notamment été champion de France de vitesse en 1968 et troisième aux Championnats du monde 1959. Il a également représenté la France aux Jeux olympiques d'été de 1956 et aux Jeux olympiques d'été de 1960.

## Décoration
- Chevalier de l'ordre du Mérite sportif‎, à titre exceptionnel (1959)[3]

## Palmarès

### Championnats du monde (Amateurs)
- Amsterdam 1959
  -  Médaillé de bronze de la vitesse

### Championnats de France
- Champion de France (Amateurs) en 1958,1959 & 961
- Vice-champion de France (Amateurs) en 1957 & 1960
- Médaille de bronze des championnats de France (Amateurs) en 1963 (derrière Pierre Trentin & Daniel Morelon)
- Vice-champion de France (Pros) en 1967 (derrière Michel Rousseau)

### Grands Prix
- Grand Prix de Paris amateurs : 1962